# Robert Leckie
Robert Leckie (ur. 18 grudnia 1920 w Filadelfii, zm. 24 grudnia 2001 w Byram) – żołnierz amerykańskiej piechoty morskiej, uczestnik II wojny światowej. Dziennikarz, autor książek na temat historii Stanów Zjednoczonych.

## Życiorys
Urodził się w Filadelfii, w rodzinie irlandzkich katolików. Wychował się w Rutherford. W wieku 16 lat rozpoczął karierę pisarską jako dziennikarz sportowy dla The Record of Hackensack w Hackensack.
W grudniu 1941 roku, po przystąpieniu Stanów Zjednoczonych do II wojny światowej, zaciągnął się do korpusu piechoty morskiej. Brał udział w wojnie na Pacyfiku.
Po II wojnie światowej Leckie pracował jako reporter agencji Associated Press i dzienników Express Courier Buffalo, New York Journal American, The New York Daily News i Star-Ledger.

## Twórczość
Leckie napisał ponad 40 książek na temat historii amerykańskich wojen, od wojny z Indianami i Francuzami (1754–1763) do Pustynnej Burzy (1991).

### Książki

#### Historyczne
- Helmet for My Pillow (1957). ISBN 978-0-553-59331-0, OCLC 2538164.
- March to Glory (1960). OCLC 2851705
- Conflict: The History of the Korean War, 1950-53 (1996). ISBN 978-0-306-80716-9.
- Strong men armed: the United States Marines against Japan (1997). ISBN 978-0-306-80785-5. OCLC 1140336.
- Challenge for the Pacific; Guadalcanal, the turning point of the war (1965). OCLC 1295146.
- The battle for Iwo Jima (1967).
- Challenge for the Pacific: The Bloody Six-Month Battle of Guadalcanal (1968).
- Great American battles (1968).
- The Wars of America (1998).
- Delivered From Evil: The Saga of World War II (1987).
- None Died in Vain: The Saga of the Civil War (1990).
- The General
- George Washington's War: The Saga of the American Revolution (1992). ISBN 978-0-06-092215-3[2].
- From Sea to Shining Sea: From the War of 1812 to the Mexican-American War, the Saga of America’s Expansion (1994). ISBN .
- Okinawa: The Last Battle of World War II (1995). ISBN 978-0-14-017389-5.
- The Wars of America: From 1600 to 1900 (1998).
- A Few Acres of Snow: The Saga of the French and Indian Wars (2000). ISBN 978-0-471-39020-6[3].

#### Fikcja
- Marines! (1960).

#### Inne
- Lord, What a Family! (1958).

## Film
- Materiały z jego książek wykorzystano w odcinku The Masked Marine w serialu Alcoa Premiere[4], wyemitowanego 8 listopada 1962 r.
- W kwietniu 2007 roku ogłoszono, że wspomnienia wojenne Roberta Leckiego z książki Helmet for My Pillow i Eugenea B. Sledge’a z With the Old Breed(inne języki) będą stanowiły podstawę do napisania scenariusza serialu telewizyjnego Pacyfik[5].
- W filmie Pacyfik, Robert Leckie jest jednym z bohaterów serialu[6].